# Seguici Popular de la Ciutat de Barcelona

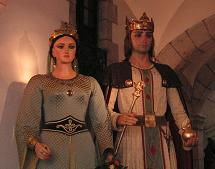
En Jaume I i na Violant d'Hongria, Gegants de la Ciutat

El Seguici Popular de Barcelona es va constituir l'any 1993 com a referent patrimonial històric i cultural de la ciutat de Barcelona. El Seguici compta amb els protocols propis d'actuació de les diferents figures que hi participen, així com uns balls i músiques pròpies.
Les actuacions pròpies del Seguici Popular de Barcelona són les Festes de la Mercè amb el Seguici inagural i el  Toc d'Inici,i el Seguici d'Autoritats, les Festes de Santa Eulàlia amb el Seguici de Santa Eulàlia i el Corpus amb el Seguici de Corpus.

## Elements del Seguici
- Els Gegants de la Ciutat
- Els Gegants de Santa Maria del Mar
- Els Gegants del Pi
- L'Àliga de Barcelona
- El Lleó de Barcelona
- La Mulassa de Barcelona
- El Bou de Sant Just
- El Drac de Ciutat Vella de Barcelona
- La Víbria de Barcelona
- La Tarasca de Barcelona
- Els Cavallets Cotoners de Barcelona
- El Ball de bastons de Barcelona

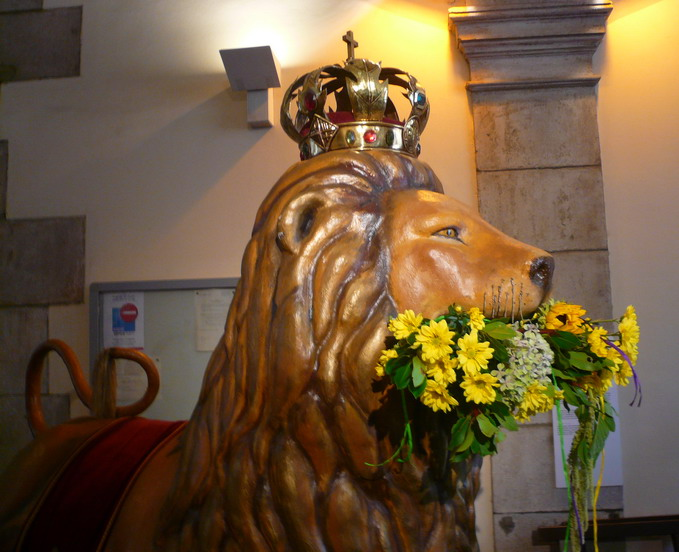
El Lleó
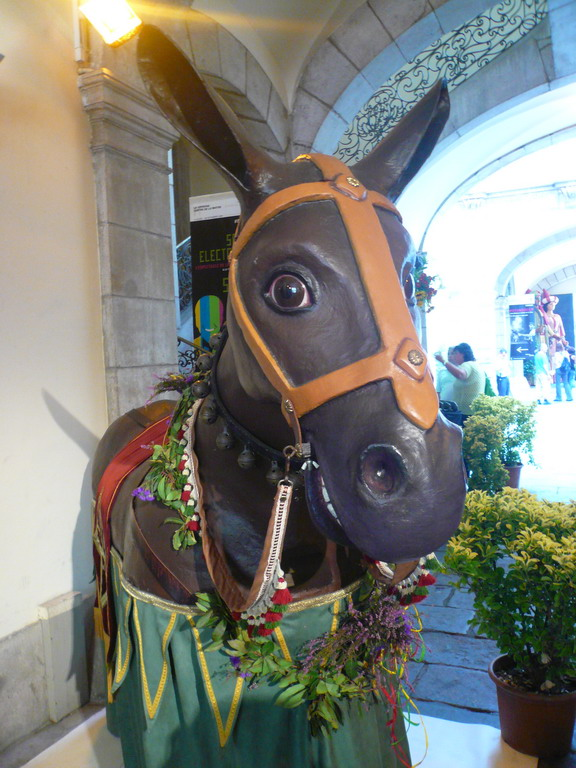
La Mulassa
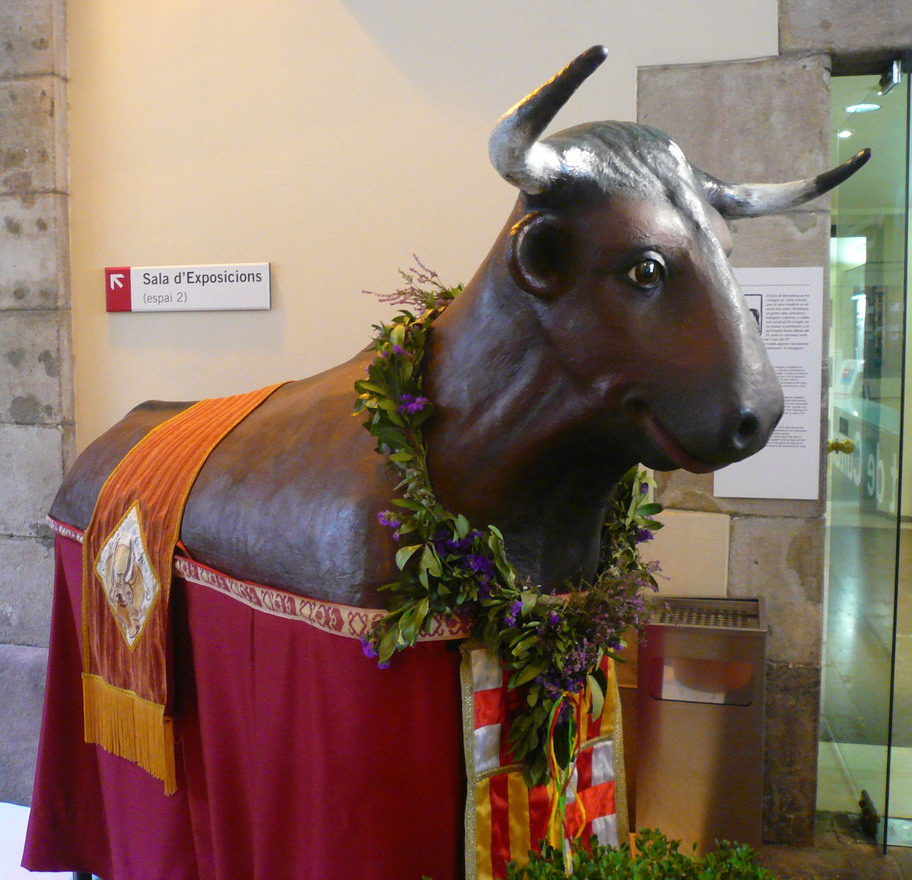
El Bou de Sant Just
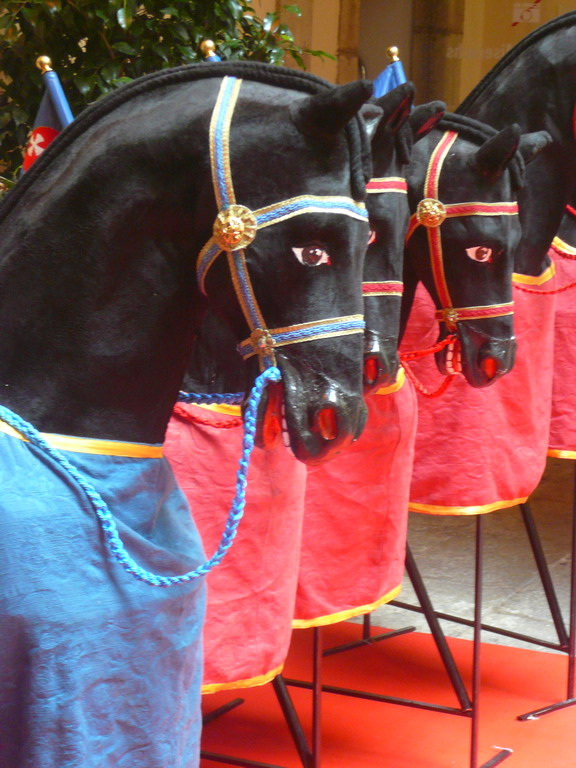
Els Cavallets Cotoners